# Comuna Svîteazi, Sokal
Svîteazi (în ucraineană Свитязі) este o comună în raionul Sokal, regiunea Liov, Ucraina, formată din satele Ilkovîci, Ravșciîna, Suhovolea și Svîteazi (reședința).

## Demografie
Componența lingvistică a comunei Svîteazi
     Ucraineană (99,85%)
     Alte limbi (0,15%)
Conform recensământului din 2001, majoritatea populației comunei Svîteazi era vorbitoare de ucraineană (99,85%), existând în minoritate și vorbitori de alte limbi.